# NGC 814
NGC 814 ist eine linsenförmige Galaxie mit ausgedehnten Sternentstehungsgebieten vom Hubble-Typ SB0 im Sternbild Walfisch südlich des Himmelsäquators. Sie ist schätzungsweise 71 Millionen Lichtjahre von der Milchstraße entfernt und hat einen Durchmesser von etwa 30.000 Lj.

Das Objekt wurde am 6. Januar 1886 von dem US-amerikanischen Astronomen Ormond Stone entdeckt.